# Záhadné vody
Záhadné vody (1940, Secret Water) je osmý díl románového cyklu anglického spisovatele Arthura Ransoma o prázdninových dobrodružstvích dvou dětských sourozeneckých skupin, které se nazývají Vlaštovky (John, Zuzana, Titty, Roger a Bridget Walkerovi) a Amazonky (Nancy a Peggy Blackettovy), a jejich přátel.
Vlaštovky (s nimi poprvé i Bridget) a Amazonky tentokrát táboří na neznámém ostrově při pobřeží. Hrají si na trosečníky, zkoumají tajuplné průlivy a vytvářejí si vlastní mapu oblasti, která se s každým přílivem a odlivem dramaticky mění. Později se seznamují s další skupinou dětí (divoští Úhoři) a zažijí společně mnohá dobrodružství.

## Česká vydání
- Tábor u tajuplného moře, Josef Hokr, Praha 1948, přeložil Jaromír Hořejš,
- Záhadné vody, Albatros, Praha 1980, přeložila Zora Wolfová, znovu 2000 a Toužimský a Moravec, Praha 2005.